# 诺姆 (古埃及)
诺姆（英語：nome，意為“行政區”）是在公元前3500年左右古埃及前王朝时期最早形成的国家形式。其象形文字是一块被很多水渠分为若干片的土地，很像中国《尔雅》中所说“水中可居曰洲”，因此也翻译作“州”。当时在上埃及和下埃及共有42多个诺姆，大多面积不大，从部落或者部落联盟转变而來，組成一种城邦式的国家。
诺姆都有一个处于交通要道上的城市。国王是国家最高的军事首领，又是祭司长和最高法官。诺姆之间经常发生战争。

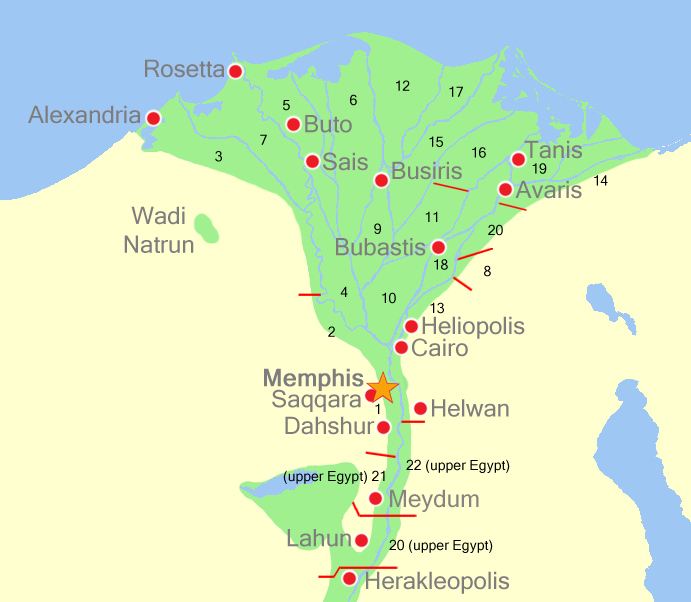
下埃及的诺姆劃分
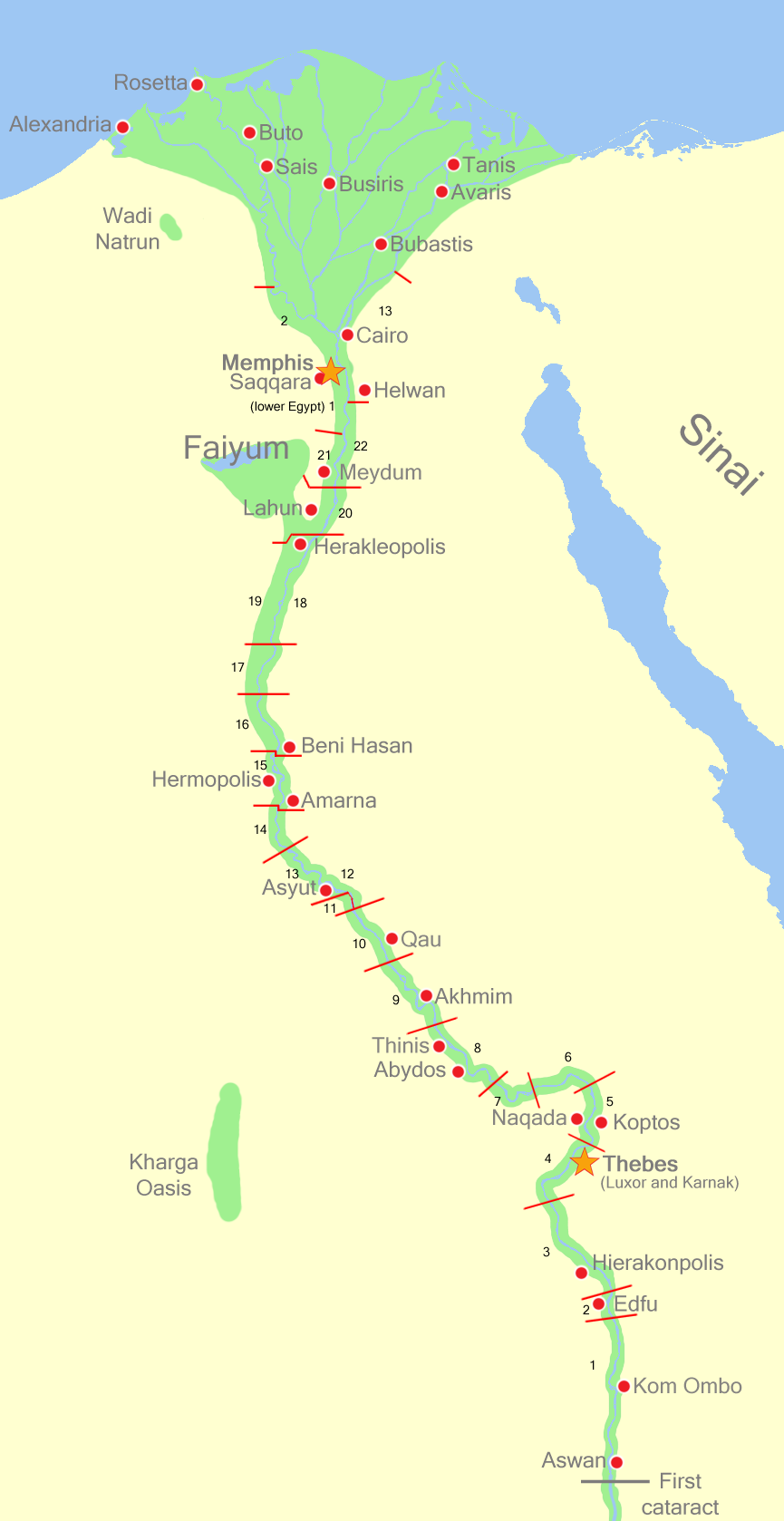
上埃及的诺姆劃分